# 莫蘭-索尼耶L單翼機

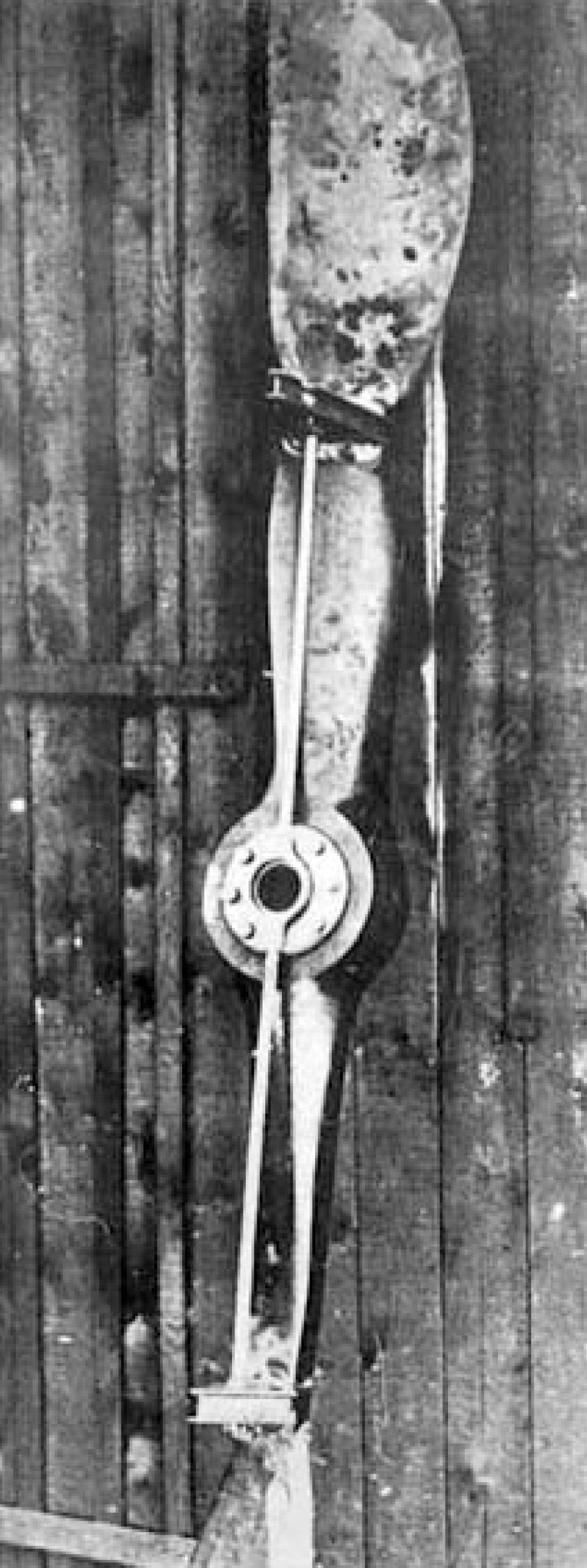
鋼鐵製子彈偏導片

莫蘭-索尼耶L單翼機（Morane-Saulnier L）是法國莫蘭-索尼耶飛機公司在1913年研製的單翼多用途飛機，該型機在當年12月的就在巴黎的航空展覽上公開，在第一次世界大戰爆發後就成為法國空軍的偵察機，也是第一種在螺旋槳上加上鋼鐵製子彈偏導片，进而實現機槍前置機頭並開火的飞机，莫蘭-索尼耶L單翼機也因此被稱為「歷史上第一種戰鬥機」。

## 發展簡史和設計特點
莫蘭-索尼耶L單翼機採用了傘翼的上單翼設計，主翼像一把撐起的陽傘一樣由支柱和機身相連，其原始設計是作為雙座位多用途飛機，當第一次世界大戰爆發後才成為軍用機。也是第一種在螺旋槳上加上鋼鐵製子彈偏導片而實現機槍安裝在機頭並開火，估計這樣有大約1/4的子彈會被它擋住不傷到螺旋槳，其餘3/4可穿過螺旋槳射擊目標，此種做法是在同步射擊系統出現前唯一的可行辦法。

## 基本資料
- 機長：6.88米
- 翼展：11.2米
- 機高：3.93米
- 空重：393公斤
- 載重：678公斤
- 翼面積：18.3平方米

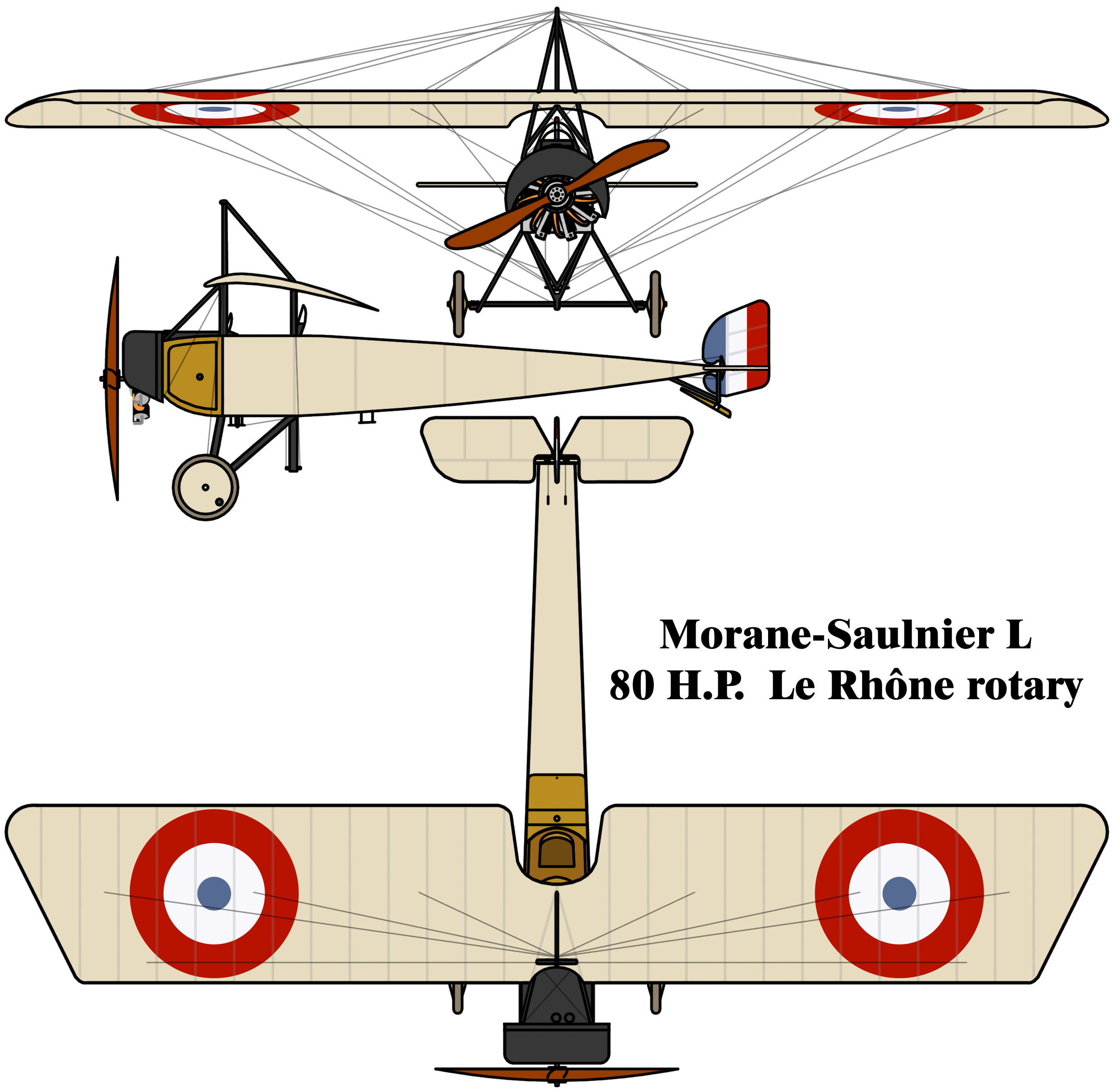
莫蘭-索尼耶L單翼機三視圖

- 發動機：1俱土地神7汽缸直立型風冷式發動機（馬力=80匹）
- 昇限：4000米
- 最快時速：125公里/小時
- 飛行時間：2小時30分
- 武裝：1支在發動機後方的8毫米口徑霍奇克斯M1914重機槍或1支在後方的7.7毫米口徑路易士機槍
- 乘員：2人

## 實戰

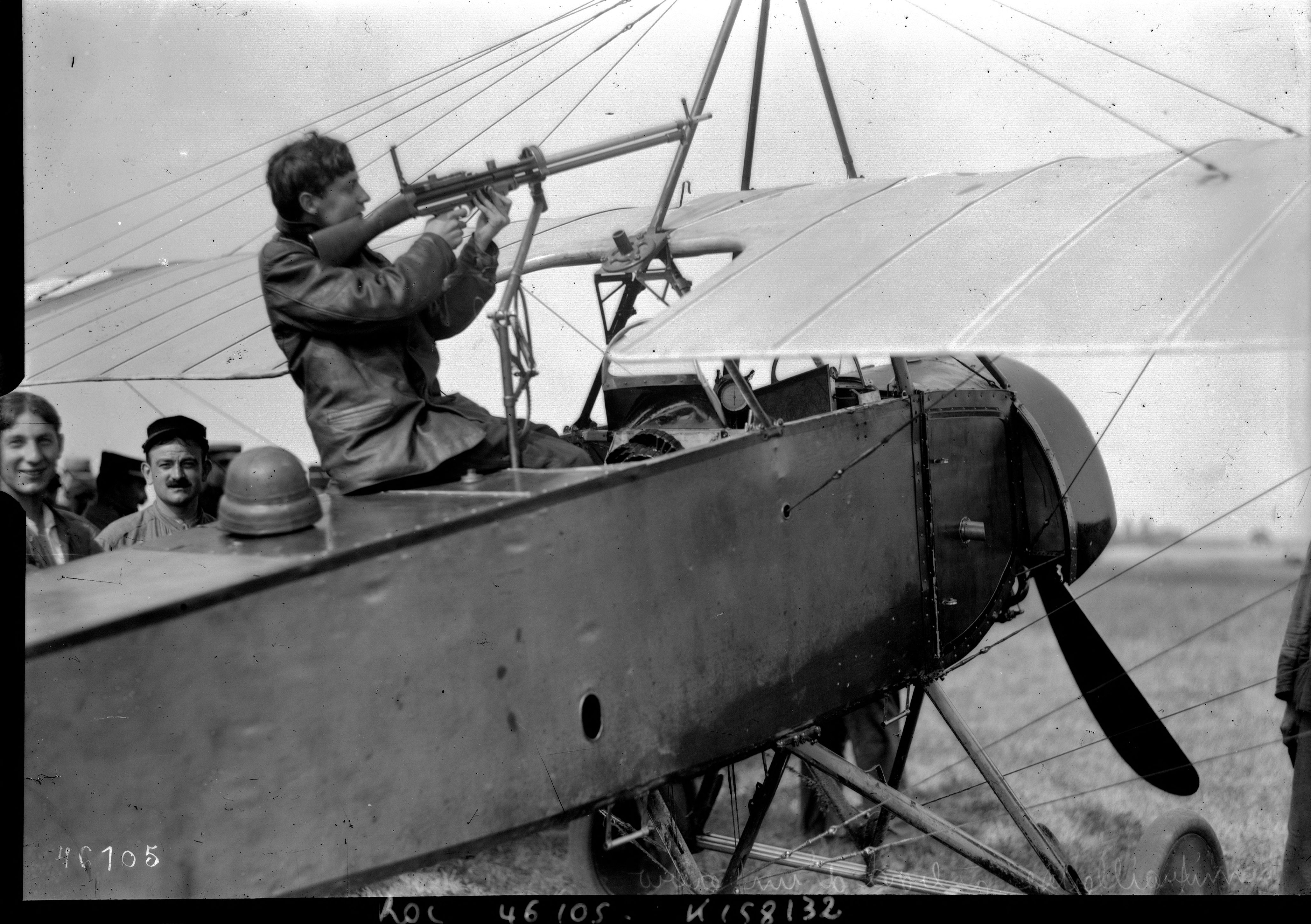
在第一次世界大戰初期，莫蘭-索尼耶L單翼機是作為武裝偵察機使用，在其後座有一挺路易士機槍並由觀察員開火

在第一次世界大戰初期，莫蘭-索尼耶L單翼機是作為武裝偵察機使用，在其後座有一挺路易士機槍並由觀察員開火，後來一名叫羅蘭．加洛斯的飛行員在螺旋槳安裝鋼鐵製子彈偏導片，进而實現機槍安裝在機頭並開火，估計這樣有大約1/4的子彈會被它擋住不傷到螺旋槳，其餘3/4可穿過螺旋槳射擊目標，此種做法是在同步射擊系統出現前唯一的可行辦法。
加洛斯駕駛著這架經過改造的莫蘭-索尼耶L單翼機第一次就擊落了一架德國空軍的信天翁B-II偵察機，這被稱為「歷史上第一場空戰」，莫蘭-索尼耶L單翼機也因此被稱為「歷史上第一種戰鬥機」。
後來加洛斯在偵察在法國因格文斯特的德軍活動時被擊落，子彈偏導片才被德國人得知，這令荷蘭人安東尼．福克發明了同步射擊系統並安裝在福克E單翼戰鬥機，反過來又有無數架協約國飛機被擊落。

## 使用國家

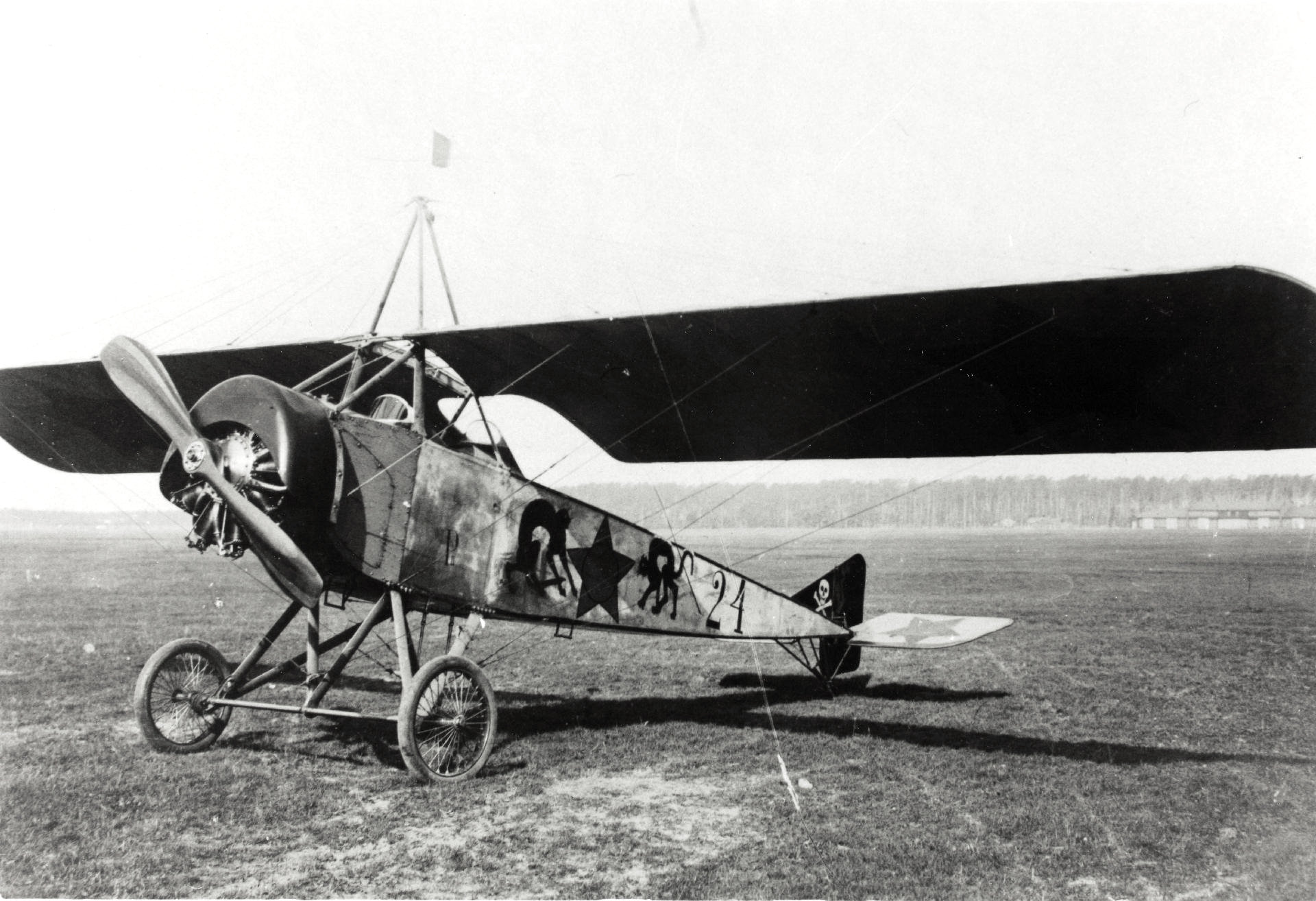
蘇聯空軍的莫蘭-索尼耶L單翼機

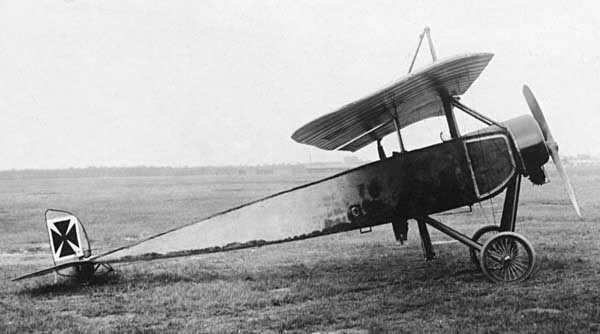
這是德軍擄獲的莫蘭-索尼耶L單翼機，但也可能是德國柏法茨飛機公司仿製的「柏法茨E-III單翼戰鬥機」

- 法國(生產國)
- 英国
- 俄罗斯帝国
- 乌克兰
- 苏联
- 德意志帝國(仿製的「柏法茨E-III單翼戰鬥機」)
- 阿根廷
- 比利时
- 捷克斯洛伐克
- 芬兰
- 荷蘭
- 秘魯
- 波蘭
- 羅馬尼亞
- 瑞典
- 瑞士
- 土耳其